# Wasnes-au-Bac
Wasnes-au-Bac is een gemeente in het Franse Noorderdepartement (regio Hauts-de-France) en telt 512 inwoners (1999). De plaats maakt deel uit van het arrondissement Valenciennes.

## Geografie
De oppervlakte van Wasnes-au-Bac bedraagt 5,2 km², de bevolkingsdichtheid is 98,5 inwoners per km².

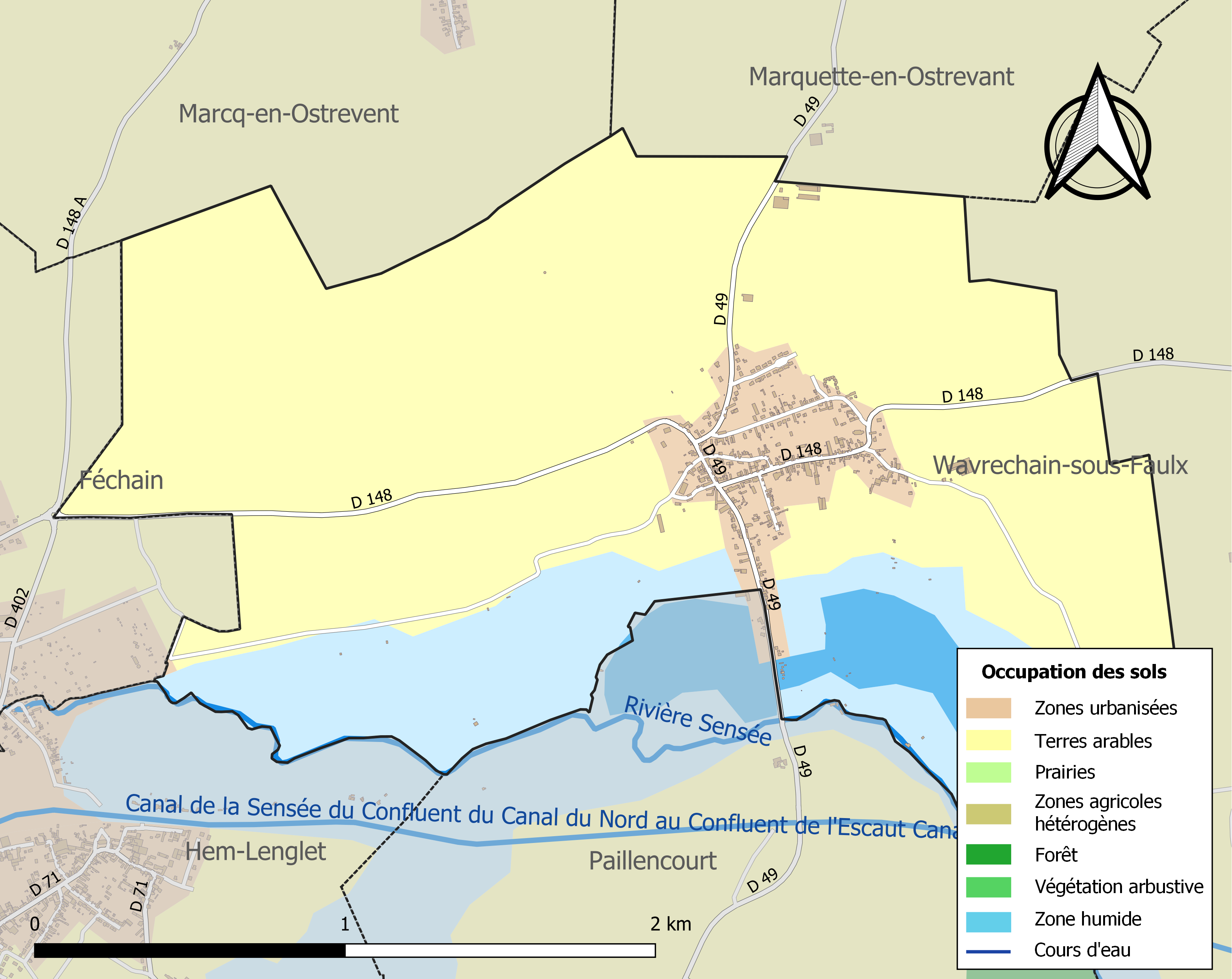
Kaart van de gemeente met belangrijkste infrastructuur, bodemgebruik en omliggende gemeenten

## Demografie
Onderstaande figuur toont het verloop van het inwonertal (bron: INSEE-tellingen).